# بکنهام
latitudeبکنهامlongitudeبکنهام
بکنهام (به انگلیسی: Beckenham) یک شهرک در بریتانیا است که در منطقه بروملی لندن واقع شده‌است.

## خصوصیات
بکنهام ۸۲٬۰۰۰ نفر جمعیت دارد.